# Méline Gérard

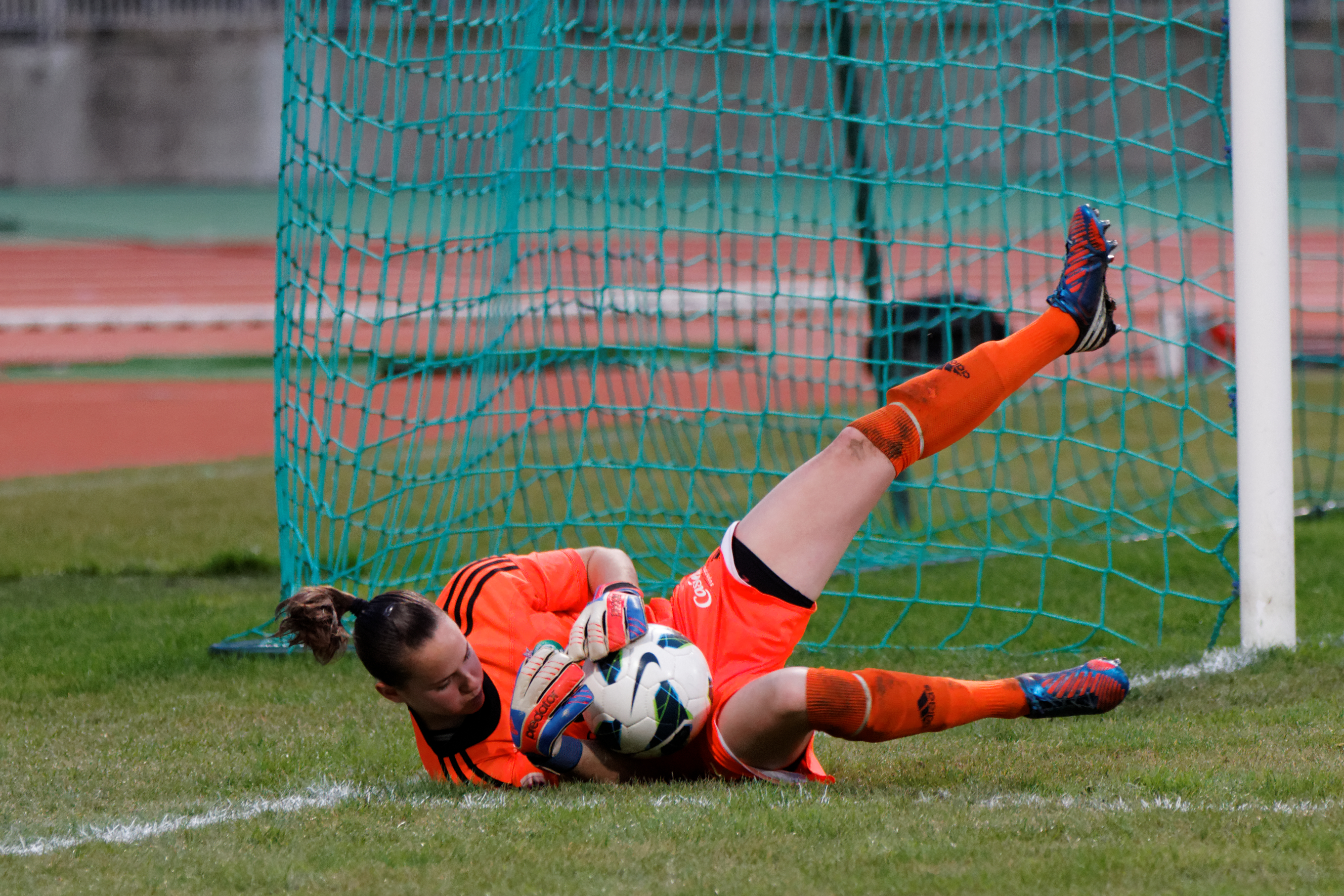
Méline Gérard bei einem Ligaspiel Ende 2012

Méline Orlane Christine Gérard (* 30. Mai 1990 in Massy) ist eine ehemalige französische Fußballspielerin. Sie bekleidete die Position einer Torfrau.

## Vereinskarriere

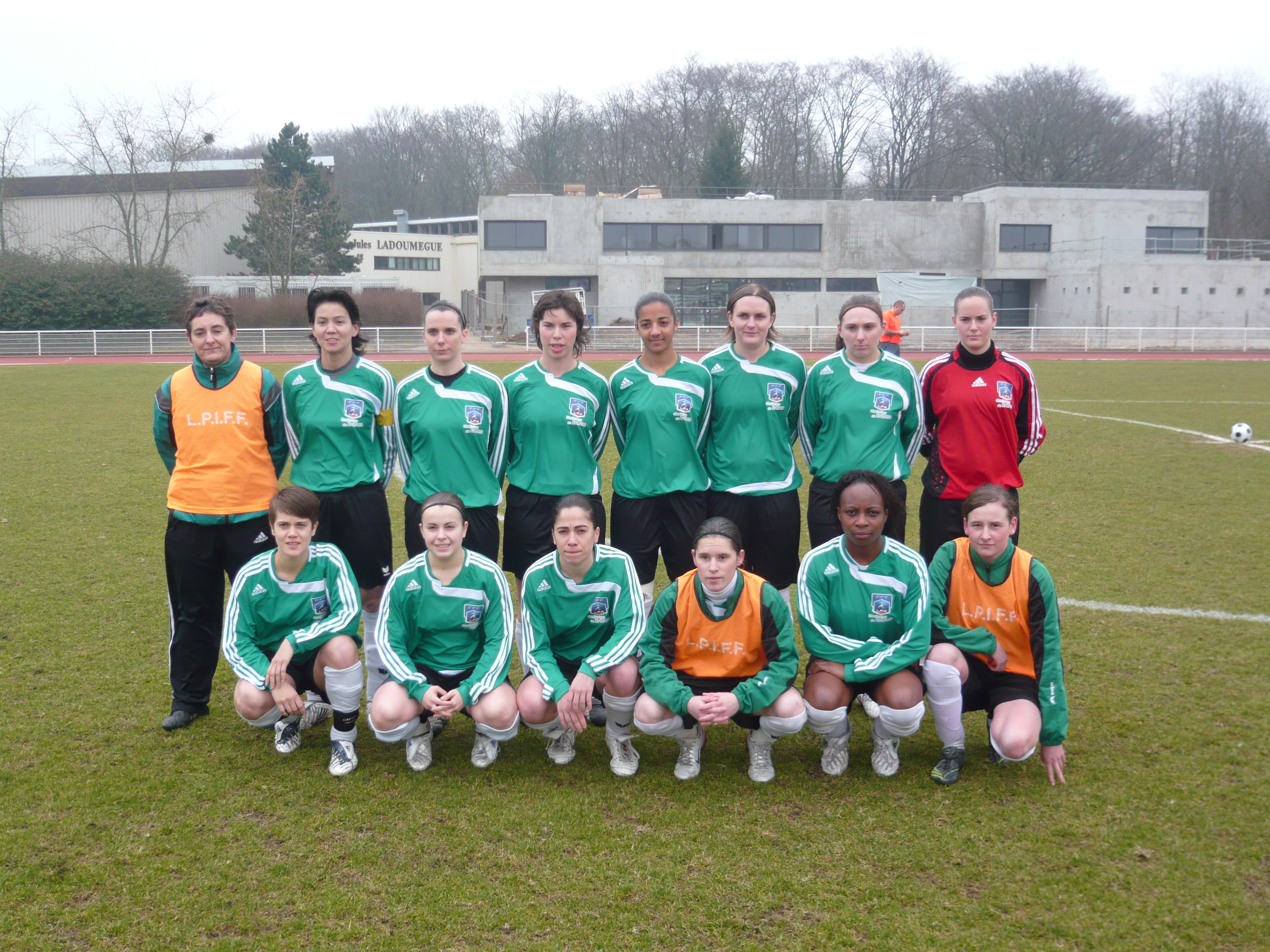
Gérard (hintere Reihe rechts) 2009 mit der Frauschaft von AS Montigny-le-Bretonneux

Méline Gérard begann mit dem Vereinsfußball als Achtjährige an ihrem Geburtsort südwestlich von Paris. Im Jahr 2000 zog es sie vom FC Massy zur AS Montigny-le-Bretonneux, wo sie die folgenden sieben Jahre spielte und wo sie auch zur B-Jugend-Nationalspielerin wurde (siehe unten). Es schloss sich ein Jahr beim Hauptstadtklub Paris Saint-Germain FC an, bei dem sie in der Erstligasaison 2007/08 auf Anhieb zur Stammtorhüterin avancierte und als erst 17-Jährige zwei Drittel der Punktspiele absolvierte. Dennoch kehrte sie anschließend zur AS Montigny zurück, der zu diesem Zeitpunkt der zweiten Division angehörte. 2009 stieg sie mit den Ignymontaines – so lautet die Bezeichnung der Bewohner der Stadt – in die höchste Spielklasse auf; diese Episode währte allerdings nur eine Spielzeit. Gérard hatte in ihren beiden dortigen Jahren lediglich ein Pflichtspiel verpasst, und auch deshalb sicherte sich 2010 der Erstligist AS Saint-Étienne ihre Dienste.
Bei Saint-Étienne, in der Liga nur im Tabellenmittelfeld platziert, gewann sie schon am Ende ihrer ersten Saison endlich auch einen nationalen Titel: 2011 setzte sich ihre Frauschaft im Pokalfinale gegen den HSC Montpellier durch, wobei sie im spielentscheidenden Elfmeterschießen gleich zwei gegnerische Strafstöße parierte. Zwei Jahre später erreichte sie mit der ASSE erneut das Endspiel um den Landespokal, in dem die Gegnerinnen von Olympique Lyon allerdings die Oberhand behielten. 
Nachdem Saint-Étienne in der Saison 2013/14 dem Abstieg in die Division 2 nur um Haaresbreite entgangen war, nahm Méline Gérard ein Vertragsangebot Olympique Lyons mit zunächst drei Jahren Laufzeit an. Von diesem Schritt zum „Traumverein aller Spielerinnen“ versprach sie sich „weitere Fortschritte in ihrer fußballerischen Entwicklung“, obwohl klar war, dass sie bei Frankreichs Serien-Frauenmeister nur die Nummer zwei hinter der vier Jahre älteren Sarah Bouhaddi sein würde. Und tatsächlich brachte sie es in ihrer ersten Spielzeit bei OL auf lediglich sieben Pflichtspieleinsätze. Darunter war allerdings ihr erster Einsatz überhaupt in der Champions League, wo sie beim 9:0-Sechzehntelfinalsieg über die ACF Brescia ihren „Kasten“ sauber halten konnte. Außerdem gewann sie ihre erste Landesmeisterschaft sowie – wenn auch ohne Einsatz im Endspiel – ihren zweiten Titel im Landespokalwettbewerb, und Anfang 2015 wurde sie überraschenderweise sogar zur A-Nationalspielerin (siehe unten). In der Saison 2015/16 hat sie es auf eine größere Anzahl von Einsätzen gebracht – darunter zwölf Punktspiele –, weil Lyons etatmäßige Nummer eins, Sarah Bouhaddi, aufgrund einer Operation über Monate ausfiel. Anschließend wieder nur im zweiten Glied, wechselte sie im Sommer 2017 zu Vizemeister Montpellier HSC und zwei Jahre später zu Betis Sevilla. Bei den Spanierinnen war Méline Gérard Stammtorhüterin und brachte es in zwei Spielzeiten auf 54 Liga- und zwei Pokaleinsätze, kam jedoch mit ihrer Mannschaft über zwei zwölfte Plätze in der Meisterschaft nicht hinaus. Im Sommer 2021 unterschrieb sie für Real Madrid, wo sie sich jedoch gegen die Stammtorhüterin Misa Rodríguez nicht durchsetzen konnte. Méline Gérard bestritt sieben Ligaspiele sowie jeweils zwei Begegnungen im Pokal und der Champions League für Real Madrid, ehe sie im Anschluss an die Saison 2022/23 ihr Karriereende verkündete.

### Stationen
- FC Massy (1998–2000)
- AS Montigny-le-Bretonneux (2000–2007)
- Paris Saint-Germain FC (2007/08)
- AS Montigny-le-Bretonneux (2008–2010)
- AS Saint-Étienne (2010–2014)
- Olympique Lyon (2014–2017)
- Montpellier HSC (2017–2019)
- Betis Sevilla (2019–2021)
- Real Madrid (2021–2023)

## Nationalspielerin
2006 bestritt Méline Gérard zwei U-17-, 2007 und 2008 zudem fünf U-19-Länderspiele. Mit dem älteren Jugendjahrgang nahm sie an der Europameisterschaftsendrunde im eigenen Land teil; dabei wurde sie im Gruppenspiel gegen Italien nach 55 Minuten für Karima Benameur eingewechselt, konnte Frankreichs Niederlage aber nicht verhindern. Ende desselben Jahres hütete sie auch in vier U-20-Spielen das französische Tor; drei davon waren die Finalrundenbegegnungen bei der U-20-Weltmeisterschaft in Chile. In dieser WM kam sie erneut aufgrund einer während des letzten Gruppenspiels erlittenen Verletzung Karima Benameurs zum Einsatz, wobei sie allerdings neun Gegentreffer hinnehmen musste und die die Französinnen als Vierte abschlossen.
2012 kam sie zu ihrem ersten B-Länderspiel, dem 2014 zwei weitere folgten. Dazwischen hatte Nationaltrainer Bruno Bini sie als Reservistin in das französische EM-Aufgebot 2013 berufen. Erst unter Binis Nachfolger Philippe Bergeroo debütierte sie dann auch in Frankreichs A-Nationalelf, mit der sie im März 2015 beim Algarve-Cup gegen die Gastgeberinnen 1:0 gewann. Obwohl im Verein nur die Nummer zwei, nominierte der Trainer die für eine Torfrau mit 1,68 m relativ klein gewachsene Méline Gérard anschließend auch neben ihrer Klubkameradin Sarah Bouhaddi und Céline Deville für seinen 23er-Kader bei der Weltmeisterschaft 2015. 2016 gehörte sie zum französischen Aufgebot beim olympischen Fußballturnier in Brasilien, 2017 zum Europameisterschaftskader.
Insgesamt brachte sie es in ihrer Laufbahn zwischen 2015 und 2017 auf 14 A-Länderspiele.

## Palmarès
- Women’s Champions League: 2015/16, 2016/17 (ohne Einsatz)
- Französische Meisterin: 2015, 2016, 2017
- Französische Pokalsiegerin: mit Saint-Étienne 2011 (und Finalistin 2013), mit Lyon 2015, 2016, 2017 (jeweils ohne Einsatz im Endspiel)
- SheBelieves Cup: 2017